# Крейдянська лісова дача
Крейдя́нська Лісова́ Да́ча — ландшафтний заказник місцевого значення в Україні. Об'єкт природно-заповідного фонду Харківської області. 
Розташований на території Балаклійського району Харківської області, на південний захід від міста Балаклія і на схід від села Крейдянка. 
Площа 1477,7 га. Статус присвоєно згідно з рішенням облради від 20.03.2001 року. Перебуває у віданні: ДП «Балаклійське лісове господарство» (Балаклійське л-во, кв. 18—21, 24—30, 30, 32—38, 52—67, частина 51 кв), Балаклійська районна спілка пайовиків «Кооператор». 
Статус присвоєно для збереження лісового масиву на лівобережжі річки Сіверський Донець. Переважають насадження сосни віком близько 50 років. У складі рослинних угруповань зростає багато видів цінних лікарських рослин.